# ستيفن جاي روزين
ستيفن جاي روزين (بالإنجليزية: Steven J. Rosen)‏ هو كاتب أمريكي، ولد في 20 أكتوبر 1955 في كليفلاند في الولايات المتحدة.